# Бакинська телевежа
Бакинська телевежа (азерб. Televiziya Qülləsi), побудована в 1996 році, є окремо стоячою бетонною телекомунікаційною вежею в Баку, Азербайджан. З висотою 310 метрів, вона є найвищою спорудою в Азербайджані та найвищою залізобетонною будівлею на Кавказі.
Вежа стала однією з найвизначніших пам'яток Баку, часто з'являючись у фільмах, дія яких відбувається в місті.

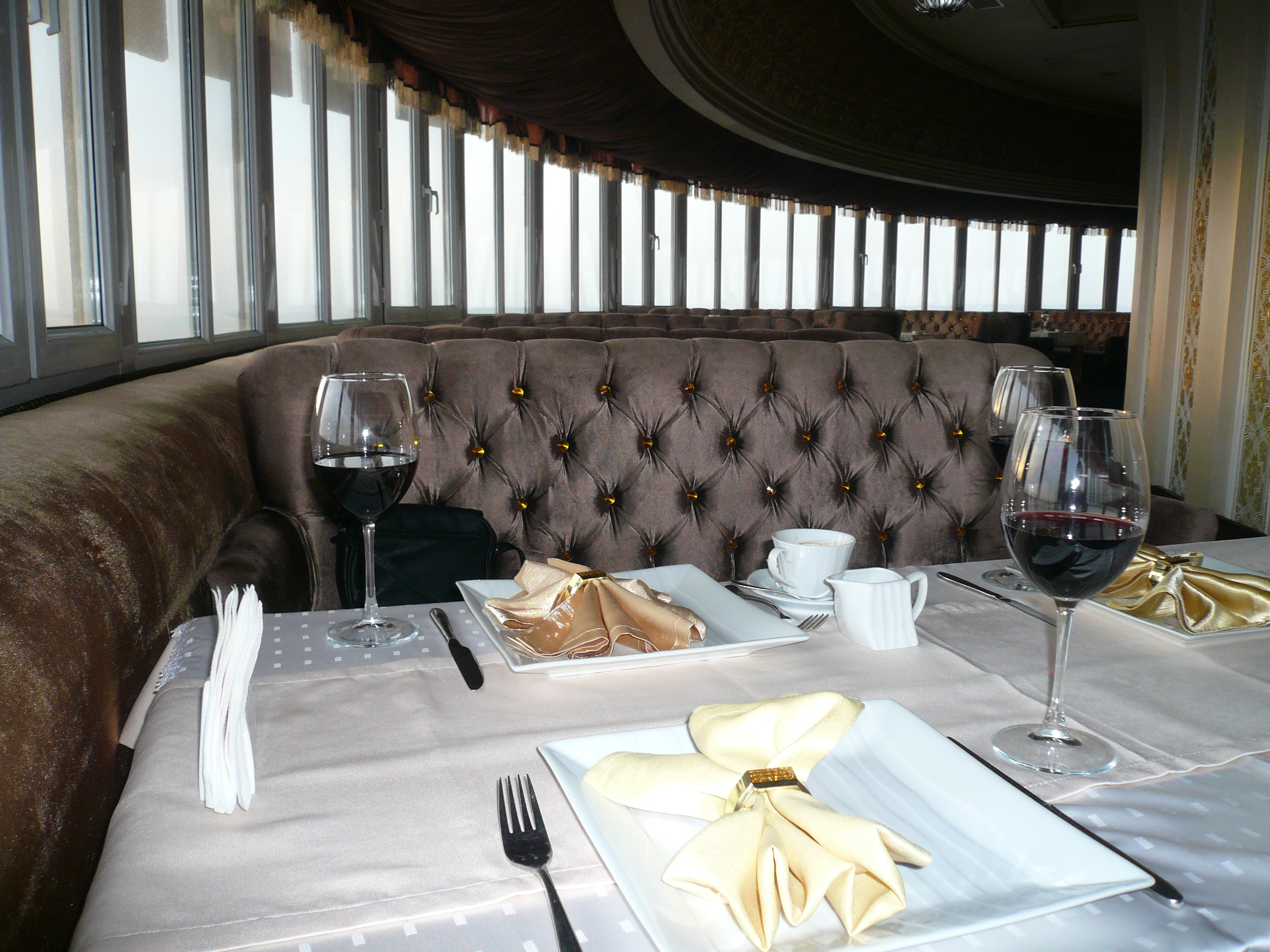
Ресторан Бакинської телевежі

## Історія
Телевежа була спроєктована на підставі рішення Ради Міністрів СРСР за замовленням Міністерства зв'язку Азербайджану Державного інституту Міністерства зв'язку СРСР. Будівельні роботи розпочалися в 1979 році й згідно з проєктом будівництва мали бути завершені в 1985 році. Після повернення Гейдара Алієва до влади в 1993 році будівництво вежі було продовжено, а в 1996 році за його участі відбулася офіційна церемонія відкриття комплексу.
У 2008 році на 62-му поверсі (175 метрів) Азербайджанської телевежі було відкрито ресторан, що обертається.

## Зовнішній вигляд
Час від часу освітлення Бакинської телевізійної вежі змінюється на спеціальні, унікальні аранжування для спеціальних подій. Деякі щорічні події стають приводом для спеціального освітлення вежі. Наприклад, на честь національних свят почергово підсвічували синім, червоним і зеленим кольорами, як у традиційному азербайджанському прапорі. Починаючи з 2004 року, вежа також має різноманітні спеціальні ілюмінації на Новий рік.